# La Vendéenne
La Vendéenne La Roche-sur-Yon más conocido con el nombre de La Vendéenne, es un equipo francés de hockey sobre patines con sede en localidad de La Roche-sur-Yon. Actualmente disputa la Nationale 1 Elite.

## Historia
El club fue fundado en 1956 y llegó en por primera vez a la primera división francesa en 1962.
Cabe destacar a nivel europeo que, tras superar la primera eliminatoria por incomparecencia del Benfica al partido de ida, fue el primer equipo francés en disputar la fase de grupos de la Copa de Europa de hockey patines en 1997 (aunque acabó último sin puntuar en un grupo compartido con FC Barcelona, HC Liceo y Amatori Vercelli). Repitió participación al año siguiente con el mismo resultado (finalizó último sin puntuar en un grupo con el Hockey Novara, Igualada HC y OC Barcelos).
A nivel nacional ha conquistado un total de 13 títulos de Liga y 6 copas de Francia.

## Palmarés
- 13 Campeonatos de Liga: 1976, 1978, 1979, 1982, 1987, 1989, 1996, 2003, 2004, 2005, 2007, 2016 y 2017.
- 6 Campeonatos de Copa: 2002, 2006, 2007, 2011, 2014 y 2016.